# 宜蘭線普悠瑪号脱線事故
宜蘭線普悠瑪号脱線事故（イーランせんプユマごうだっせんじこ、繁体字中国語: 第6432次自強號於新馬站出軌事故）は、2018年10月21日に台湾鉄路管理局（台鉄、台湾鉄路）の宜蘭線新馬駅 - 蘇澳新駅間で発生した列車脱線事故である。乗客18名が死亡し、215名が負傷した。台湾における鉄道事故としては1981年3月8日の頭前渓橋衝突事故（新竹市で踏切でのダンプカーとの衝突により通過中のEMU100型電車自強号が鉄橋下に転落、乗客乗員30人が死亡、130人が負傷した）に匹敵する惨事となった。以下本文中の全ての日時は現地時間（UTC+8）を表記している。

## 概要

### 経緯
樹林（新北市）14:50発台東行き自強号（6432次普悠瑪号）で、当日の乗客は（列車定員372席に対し）366名とほぼ満席状態だった。
事故前からトラブルの報告がなされており、双渓駅、亀山駅を予定より遅れて通過、宜蘭駅で応急点検と花蓮駅での車両交換手配を行い同駅を15分遅れで出発。冬山駅通過後、速度超過の状態で新馬駅の急カーブを曲がり切れずに脱線した。
|                                             |
| 6432次普悠瑪自強号事故状況 （表記は中国語） |

### 車両
脱線した車両は台湾鉄路管理局が東部幹線高速化のために導入し、日本車輌製造が製造したTEMU2000型電車の第4編成にあたるTEMU2007+2008。運用前に台鉄および日本車輌の受領確認だけではなく、イギリスの規格認証大手『ロイド・レジスター・グループ』による第三者認証（IV&V）も取得している。2013年から営業運転に投入され、2017年に長周期整備を受けているが、その時点では異常は認められなかった。
台湾鉄路ではヨーロッパで策定されたERTMS/ETCS Level1規格準拠の自動列車防護装置 (ATP) をボンバルディア・トランスポーテーションに発注、2006年から試験的に導入し期間中に故障が相次いだものの、2007年8月より全線で本格導入に至っている。この車両にも装置は搭載されていたが、事故当時ATPは切られていた。
また、TEMU2000型には車両統合管理装置（TCMS：東芝製）が搭載されており、TCMSは各種警告を発するほか、航空機のブラックボックスに相当する機能を持っていた。各種記録データの取り出しはUSB経由で可能となっていた。
|      | 6432次← （逆行）樹林、台北花蓮、台東（順行） → |                 |               |                 |                 |               |                 |                |
| 号車 | 1                                              | 2               | 3             | 4               | 5               | 6             | 7               | 8              |
| 形式 | 40TED2007 (Tc)                                 | 40TEMA2013 (M1) | 45TEP2007 (T) | 40TEMB2014 (M2) | 40TEMB2016 (M2) | 45TEP2008 (T) | 40TEMA2015 (M1) | 40TED2008 (Tc) |
| 定員 | 36人                                           | 52人            | 48人          | 52人            | 52人            | 48人          | 52人            | 36人           |
| 状況 | 脱線                                           | 脱線            | 横転          | 脱線            | 横転            | 脱線          | 横転            | 横転           |

## 事故対応

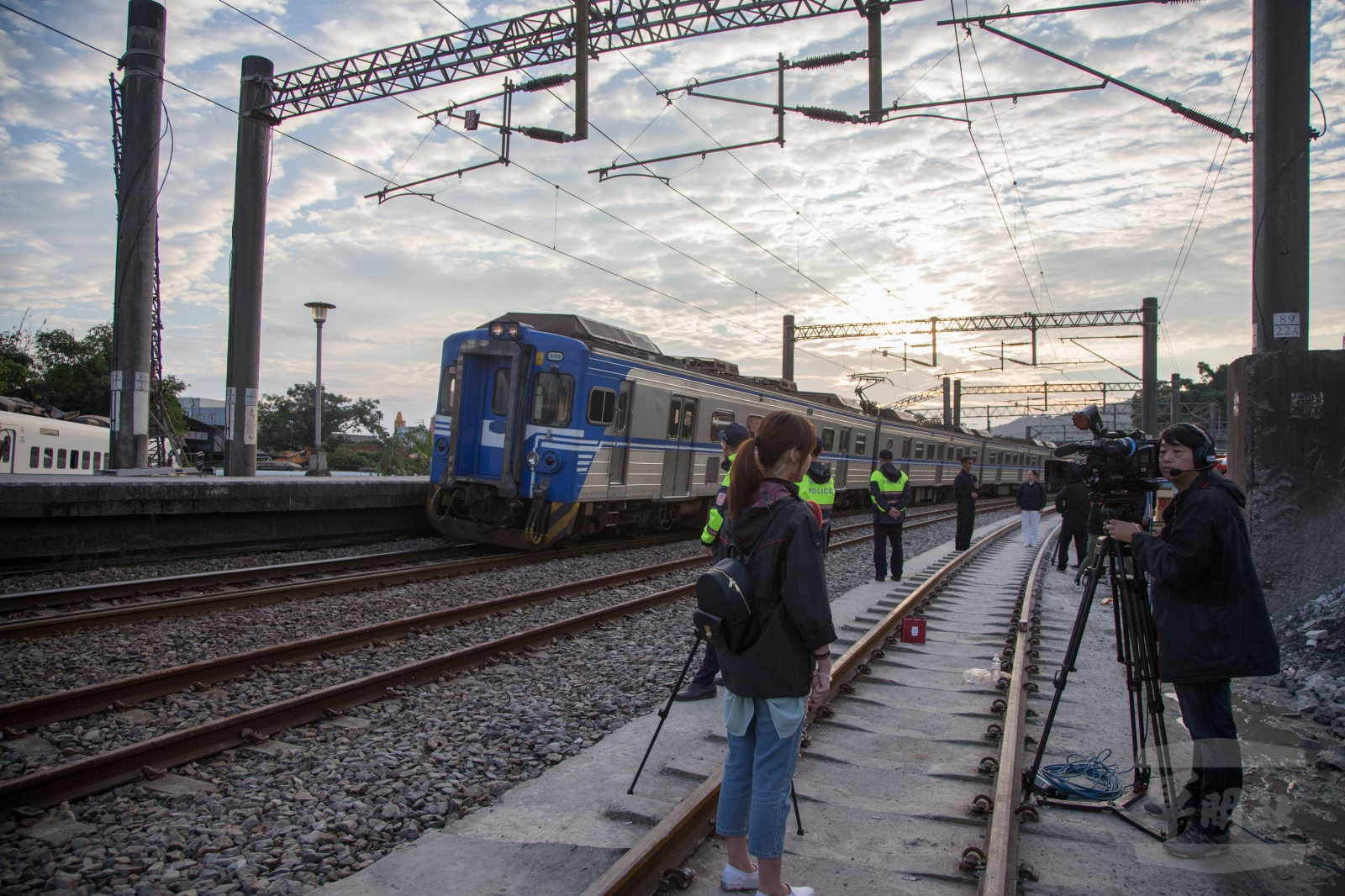
事故翌日に現場を運行する区間車（普通列車）

### 救援
事故発生を受けた台鉄は17:00に対策チーム（應變小組）を編成、内政部でも同時に大規模災害対策部署である中央災害応変中心に本部が設置され対応に当たることとなった。
現場では宜蘭県政府の警察・消防と国軍を投入して救助活動が行われた。当日中に台北市は市長柯文哲が市の救援チームに待機指示、新北市も市長朱立倫が市消防局の救助隊を派遣したことを表明している。
外交部は負傷した乗客に米国籍の女性1名が含まれていることを発生当日中に米国在台湾協会（AIT、美國在台協會）へ通知している。
翌月に2018年統一地方選挙を控えて各種政治活動が活発だったが、総統の蔡英文が民主進歩党は直ちに選挙活動を停止すると宣言。中国国民党も同調している。蔡英文は22日早朝に現場入りし、3日以内での上下線での運行再開を目指すよう指示している。
事故発生を受けて鹿潔身台鉄局長は交通部長呉宏謀（当時）に口頭で辞意を伝えたものの、事故処理が一段落するまではと慰留されていたが、25日に受理された。
27ヶ国の政府機関から事故に対する慰問や哀悼の表明されたことに対して、外交部は23日付で政府や被害者を代表して謝意を述べた。また、バチカンでも第266代ローマ法皇フランシスコが事故犠牲者に対し哀悼の意を表明している。

### 復旧
事故当日、死傷者以外の6432次及び他の列車の乗客に対しては羅東や東澳間の臨時バスで不通区間の振替輸送が行われたほか、ユニー航空（立榮航空）が台北松山空港と花蓮空港間に臨時便を運航した。
事故直後から上下線とも不通となっていたが、翌朝22日5時12分（現地時間）より西側（台北方面）の線路を用いた単線での運転を再開した。なお、双単線運行は、台鉄では日常的に行われている。
24日5時54分、東側の線路でも運転を再開し複線運転に戻った。

## 原因調査
現場となった新馬駅前後は曲線半径約300メートルの急カーブ上にあり、通常の制限通過速度は時速65キロ、車体傾斜装置を搭載する普悠瑪自強号および太魯閣自強号は時速75キロ、あるいは時速約80キロだった（列車の設計最高速度は150km/h、営業最高速度は140km/h）。脱線した列車は車両情報記録装置によれば速度超過を起こしており、新馬駅のカーブ通過の際にその速度が140km/hに達していた。

### 最終報告書
運輸安全委員会は2020年10月に最終報告書を発表した。事故は車両の不具合、そして安全装置を故障していると思い込んだ運転士がスイッチを切った事によるスピード超過である。管理機関の教育不足、整備の先送り、故障に気づかないといった組織的な問題が事故を引き起こしたと結論づけ日本企業への責任について言及は無かった。
事故の発端となった車両の不具合に関して台鉄と住友商事との間で保守管理の役割分担が明確になっていなかったため修理が出来なかったとした。

### 運転士
当初は意識があるものの、重傷だった運転士に対しては回復を待って宜蘭地検署による事情聴取が22日深夜に行われ、保釈金50万ニュー台湾ドルで翌朝に保釈された。男性運転士は1997年入局だが運転業務は2013年以降5年目、平日は通常の内勤、多客輸送となる日曜日のみ運転業務だった。なお運転士は2月にアンフェタミン服用による薬物使用で起訴猶予の処分を受けており、事故日も執行猶予期間中だったことが報道された。処分以降毎月尿検査を受けていたこと、直近2ヶ月間は薬物使用反応が認められていないことを行政院スポークスマンのコラス・ヨタカ立法委員が公表している。
交通部次長の王国材は24日、立法院交通委員会の質疑で当該列車のブレーキに故障はなかった旨の答弁を行い、運転士の意思に反して停止できないままカーブに突入したことを否定していた。最終報告書ではブレーキに故障はあり運転士がATPに問題があると誤った判断したためスイッチを切り起きたスピード超過が原因と結論づけた。

### ATP
運転士は事情聴取に対し「ATPを切った」と述べたことを地検署は明らかにしている。
その後の調査によると、台鉄は車両に故障が発生していたことは報告を受けていたがATPを切っていたことに関しては交信記録にもなく、運転士が独断で切ったものと24日に公表した。ATPについては2007年以降の他形式への実装段階で指令員に使い勝手の悪さを指摘され、2010年に運転士が報告せずに切っても指令にその通知が届くように通信装置が全列車に取り付けられていたが、台鉄は当時入札中だった普悠瑪号のTEMU2000型には搭載しなかった。台鉄は立法院交通委員会での時代力量立法委員黄国昌の質疑応答で事実を認め、普悠瑪編成への早期装着のため台湾ナブテスコに打診中とコメントしている。
11月1日、車両を製造した日本車輌製造は、別の通信事業者が納入したATPの通信装置端末の配線が未接続のまま出荷されていたと発表したが、日本車輌製造は台湾当局からの問い合わせで調べたところ、設計担当者のミスで配線の接続が仕様書と一部異なり、ATPの通信装置が働かなかったことが判明した。通信装置がなくても事故前にATPを切ったことは事故前の時点で指令所と運転士の無線交信の記録上からも明らかになっているため直接的な原因とはいえない。日本車輌製造とともに受注に関わった住友商事は賠償を拒否している。
ATPを切っていたことに起因する事故事例としては、2007年に同じ宜蘭線で発生した2列車の衝突事故が挙げられる（台鉄大里駅事故を参照）。
事故車両はまず、6号車と8号車の2両が23日未明に桃園市楊梅区にある自局の富岡車両基地へ搬送、残りも順次搬入され、事故調査完了後は廃車となる見通し。

### 背景
ATPを切ってでも運行を継続していたことについては、故障が常態化していたこと、退職した運転士が「遅延時には運転士が指令からATPを切ることも含めた回復運転を図るよう日常的に要請されていた」、「乗務時間と運行距離は点数として累積され、一定点数に達すると報奨金が与えられるが、一度の遅延で点数はリセットされていた」旨の証言をしている。

### 調査過程での問題点
事故を巡る証言、調査報告には台鉄運転士の供述および組合（台湾鉄路工会）の主張と台鉄上層部の答弁・報告にはいくつかの相違点がみられる。
| 事象               | 台鉄発表                             | 運転士、組合、その他の発表 |
| ------------------ | ------------------------------------ | --- |
| ATP遠隔監視装置    | 普悠瑪号のみ入札時に盛り込まなかった | 未実装を知らなかった（運転士）                                                                                                  |
| 機器故障           | 報告を受けていた                     | 報告を受けていた |
| ATPを切ったこと    | 報告はなく運転士の独断               | 事故直前数十分間の通信記録が公開され、脱線直前に報告あり（行政院調査チーム）                                                    |
| 事故列車の定期検査 | 2017年に6年周期の4級検査済（局長）   | 2015年に3年周期の3級検査を受けたが4級を受ける時期ではない。局長の言い間違い。（交通部次長・王国材の質疑に対して副局長の答弁。） |

2019年4月宜蘭地検署から委託されて約半年間にわたり台鉄（本局は台北）への捜査を実施した台北地検署は、ATPシステムの実装、検査、現場への操作指導段階いずれについても台鉄の過失があると言及した。
その後宜蘭地検署は、遠隔監視装置の車両への追加実装について、入札後の仕様変更で盛り込まれたものの、製造・納入時に日本国内および台湾国内で2度の試験機会があり、上記のように日本で配線ミスがあったとしても、台湾での実地試験時にそれを怠った台鉄の不作為を指摘し、他形式への遠隔装置導入後もATPカット時に高速運転可能な仕様および自動的に速度制限がかかる仕様を実装せず6年間にわたり乗客を危険に晒したことを糾弾した。

## 処分

### 司法処分
2019年6月、宜蘭地検署は運行開始前から事故列車の異常に気付きながら適切な処置を執らなかったとして業務上過失致死で運転士を起訴。
運転士だけでなく指令所人員の現場職を起訴したものの、范植谷、周永暉、鹿潔身ら直近の台鉄局長など上層部については不起訴処分となり、遺族からは不満の声がある。
2021年10月、宜蘭地裁は運転士の規律違反が事故の原因であるとして元運転士に懲役4年6月の実刑判決を言い渡した。

### 行政処分
財団法人中国験船中心の董事で、2007年から7年間台鉄局長だった范植谷については、交通部長の林佳龍が退任を要求し役職の交代が行われた。
- 事故時の交通部長だった呉宏謀は翌月の統一地方選挙での民主進歩党敗北もあり12月に辞任（後任は台中市長選で敗れた林佳龍）し、交通部では戦後最短任期の閣僚となった[71]、その後中華郵政董事長に就任している[72]。

### 被害者補償
2014年のトランスアジア航空222便着陸失敗事故を上回る、台湾の運輸事故としては最高額の1人あたり1,570万ニュー台湾ドルとなっている。

### 民事訴訟
事故をめぐり住友商事は台鉄から車両設計のミスが事故に繋がったとし6億1000万台湾元の損害賠償請求訴訟を起こされた。2021年、台北地裁は設計ミスは事故との因果関係は認めがたいと原告の訴えを退けた。

## 対策強化

### 事故調査機関
日本の運輸安全委員会（JTSB）や米国の国家運輸安全委員会（NTSB）に相当する航空事故の調査機関「飛航安全調査委員会」を鉄道を含むあらゆる交通機関を対象とする独立調査機関『国家運輸安全調査委員会（運安会）』へと改組する法案は2016年に草案が決議されたが、行政院での三読審議が2017年5月に第一読会での審議が開始されたまま停滞していた。この事故に際して複数の立法委員が審議遅れを批判している。行政院長の頼清徳は批判に応え、11月中に行政院での閣議決定とその後の立法院審議へ移行できるよう手続を迅速化することを承諾した。関連法案の成立を経て、運安会は2019年8月1日に正式に発足、最初の業務として本事故の本格的な再調査が期待されている。

### ATP
事故後から運転士の2人乗務制を暫定的に開始していたが、台鉄は2019年8月よりそれを解除することを決定するも交通部が差し戻している。
この普悠瑪号に限らずATPをカットしても最高速度で運行できていたことに対しては、カット時に60km/h制限がかかり63km/hで自動的に強制制動が発動する新仕様が2019年6月に完成、同年内に太魯閣号と普悠瑪号に、2023年までに保有するすべての車両818両に実装予定。（この時点では2018年に現代ロテムへ発注された新型通勤車両520両および日立へ発注された新型自強号600両への言及はない。）

### カーブ緩和
台鉄では現場となった新馬駅構内の曲線半径を306メートルから500メートルに緩和するとともに、他の宜蘭線内の数駅でも同様の改善工事を2022年完工を目標に計画している。

### 薬物対策
事故列車の運転士が直近まで薬物使用歴があったことについては、2019年8月に交通部鉄道局が関連法案の改正に着手し、運転士に対する各種検査で薬物の項目を追加し、発覚すれば職務停止や運転士免許剥奪を盛り込んだ改正法案の提出を表明している。

### 註釈
1. ↑  2018年10月12日改正の休日ダイヤ適用
2. ↑  カッコは通過駅
3. ↑  カッコは遅延時分
4. ↑  いずれも事故3ヶ月前から閣僚となった吳宏謀より前の普悠瑪運行開始により関わりの深かった人物